# Hoogpruisisch

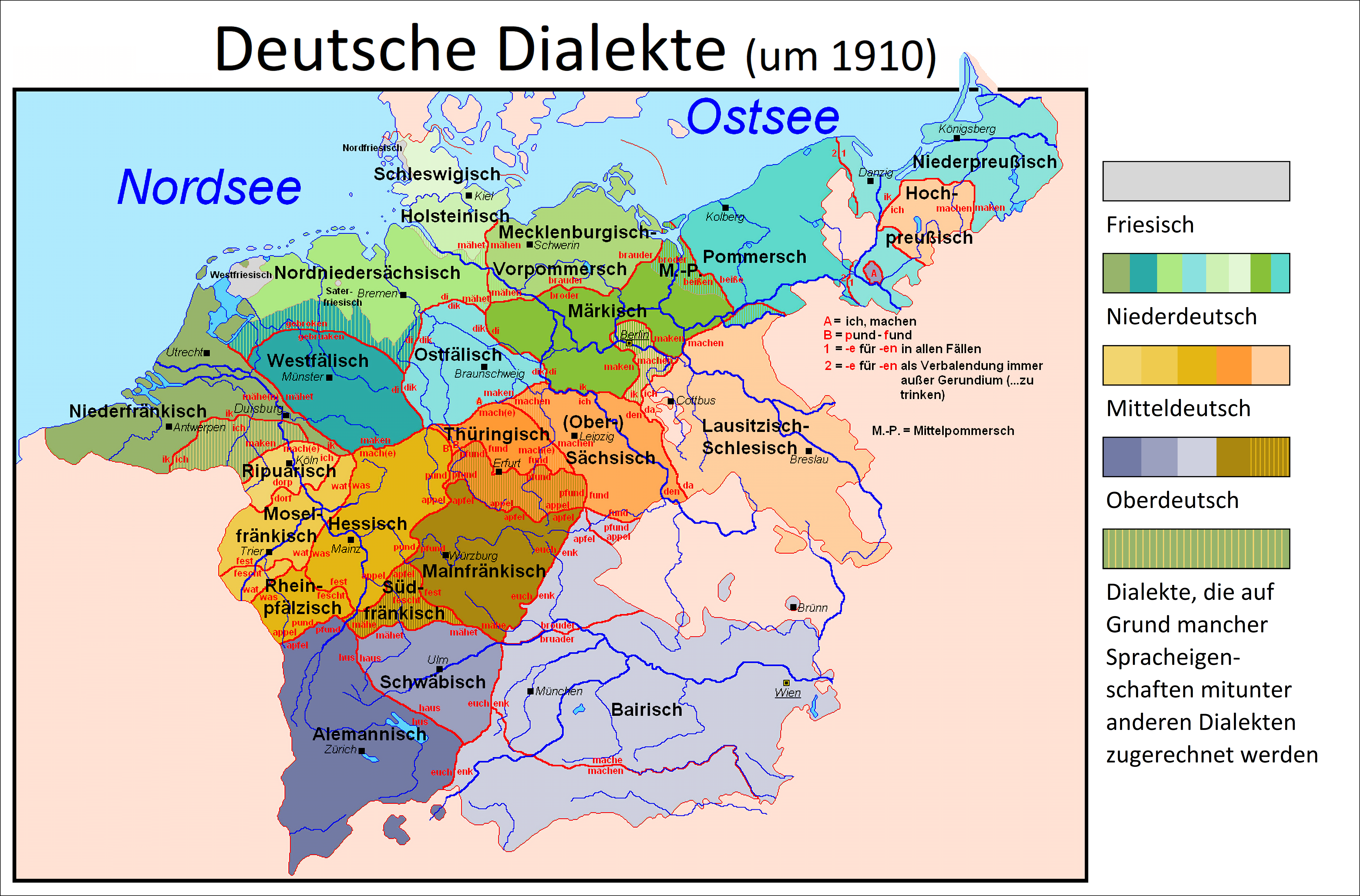
Duitse dialecten rond 1910 met daarop onder andere het Hoogpruisisch.

Hoogpruisisch (Duits: Hochpreußisch) is de naam voor een groep Oostmiddelduitse dialecten die tot 1945 in delen van het voormalige Oost-Pruisen (met name in het Ermland en langs het Elbląg-Ostróda-kanaal) gesproken werden.

## Achtergrond
Deze dialecten werden tussen de 13e en de 15e eeuw vanuit Silezië door emigranten naar deze streek gebracht, waarna ze een eigen karakter kregen doordat ze invloed ondergingen van de nabijgesproken Mazurische dialecten, op hun beurt varianten van het Pools.
Het Hoogpruisisch kan verder worden onderverdeeld in Oberländisch (gesproken in het toenmalige Oberland) en Breslausch (gebaseerd op het dialect van Wrocław, dat indertijd Duitstalig was en Breslau heette). Deze dialecten werden voornamelijk gescheiden door de rivier de Pasłęka (Duits: Passarge), die onder meer samenviel met de wao/war-isoglosse. Het Hoogpruisische taalgebied lag verder ten zuiden van de Benrather linie, ten noorden van de Spierse linie en ten oosten van de Gemersheimer linie.

## Einde van de Hoogpruisische dialecten
Na de Duitse capitulatie van 1945 werden alle sprekers van de Hoogpruisische dialecten naar het westen van Duitsland verdreven, waar ze zich mengden met de rest van de Duitse bevolking van wie zij ook de taal overnamen. Hierdoor zijn de Hoogpruisische dialecten tegenwoordig nagenoeg uitgestorven.

## Woordenboeken
In het Preußisches Wörterbuch is de woordenschat van de Hoogpruisische dialecten vastgelegd.